# Mönchsaffe
Der Mönchsaffe (Pithecia monachus) ist eine Primatenart aus der Gruppe der Neuweltaffen.

## Merkmale
Mönchsaffen sind mittelgroße Primaten mit langem, zotteligem Fell und einem buschigen Schwanz. Sie erreichen eine Kopfrumpflänge von 37 bis 48 Zentimeter, der Schwanz wird bis zu 50 Zentimeter lang. Das Gewicht beträgt etwa 2,1 bis 2,6 Kilogramm, wobei die Männchen etwas schwerer werden als die Weibchen. Ihr Fell ist an der Oberseite grau gesprenkelt, die Unterseite ist schwarz, die Hände und Füße sind heller. Das graue Gesicht ist zum Teil unbehaart.

## Verbreitung und Lebensraum
Mönchsaffen sind im östlichen Peru zwischen Río Ucayali und Rio Javari verbreitet, eventuell auch im westlichen Brasilien zwischen Amazonas und Rio Juruá.

## Lebensweise
Diese Primaten sind tagaktive Baumbewohner, die selten auf den Boden kommen. Sie bewegen sich häufig auf allen vieren fort, können aber größere Distanzen auch springend zurücklegen. Sie leben in kleinen Familiengruppen, in denen die Partner oft monogam leben, und die feste Reviere bewohnen.
Die Nahrung dieser Tiere besteht vorwiegend aus Früchten und Samen, in geringem Ausmaß nehmen sie auch anderes Pflanzenmaterial und Insekten zu sich.
Nach rund 170-tägiger Tragzeit bringt das Weibchen üblicherweise ein einzelnes Jungtier zur Welt. Anders als bei anderen monogamen südamerikanischen Primaten kümmert sich vorrangig das Weibchen um das Jungtier.

## Gefährdung
Hauptgefahren des Mönchsaffen sind die Zerstörung ihres Lebensraums und die Bejagung. Diese Gefahren beeinträchtigen die Gesamtpopulation aber nicht in großem Ausmaß, sodass die IUCN die Art als „nicht gefährdet“ (least concern) listet.
In Europa wird die Art nicht mehr gehalten, ehemalige Halter sind Berlin, Duisburg, Frankfurt, Halle, Hamburg, Köln, Antwerpen, Paris, Amsterdam, London und Manchester.